# Tipula omeiensis
Tipula omeiensis är en tvåvingeart som beskrevs av Alexander 1934. Tipula omeiensis ingår i släktet Tipula och familjen storharkrankar. Inga underarter finns listade i Catalogue of Life.